# Ет-Таїф

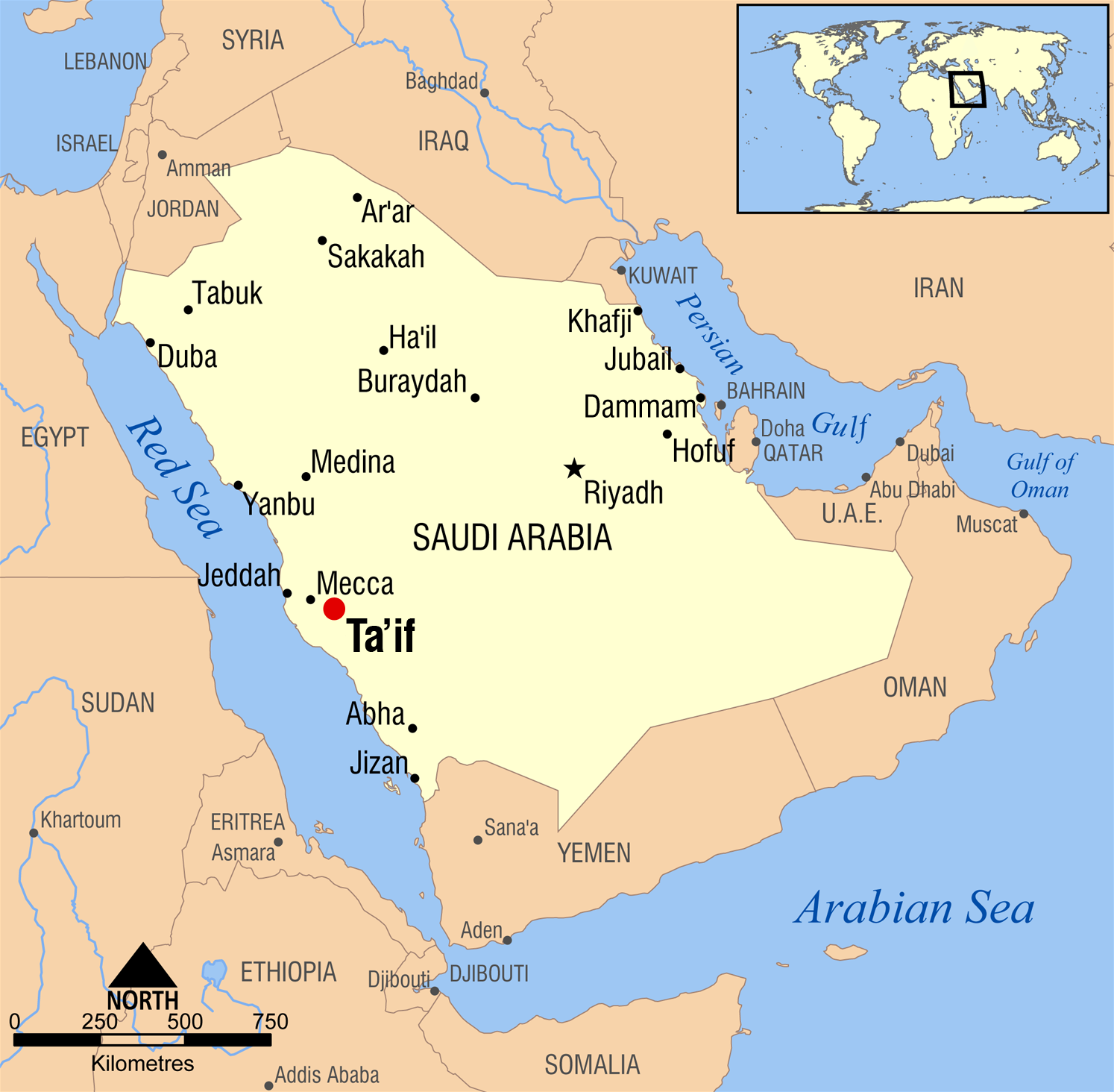
Розташування Ет-Таїфа на карті Саудівської Аравії

Та́їф, Ет-Таїф (араб. الطائف‎) — місто на заході Саудівської Аравії, мінтака Мекка, з населенням 521 тис. жителів (2004). Розташоване в історичному регіоні Хіджаз за 70 км на південний схід від Мекки. Через сприятливий клімат регіону місто є центром сільського господарства, вирощуються фрукти, овочі та зерно.

## Історія
В доісламську епоху в Ет-Таїфі знаходилось святилище богині Аллат, що було знищене згодом пророком Мухаммедом. З початку підвищення Мекки як мусульманської святині, Ет-Таїф виявився в її тіні і став залежним від її правителів. Але сприятливий клімат був також причиною того, що в Ет-Таїфі розташовувалась резиденція мекканських правителів з роду Хашимітів.
У 1924 місто завойоване саудівцями.
У 1934 в Ет-Таїфі був укладений мир з Єменом.
У 1989 тут проходили переговори про припинення Громадянської війни в Лівані, а в укладеному Таїфському договорі для Лівану був досягнутий конфесійний паритет.

## Персоналії
- Мухаммед ібн аль-Касім ас-Сакафі (695—715) — арабський полководець, який поширив владу Омеядів до Інду.

## Пам'ятки
- Мечеть і усипальниця двоюрідного брата пророка Мухаммеда Абдаллаха ібн Аббаса